# Димитър Ларгов
Димитър Симеонов Ларгов (10 септември 1936 – 26 ноември 2020) е български футболист, полузащитник. Клубна легенда на Славия (София). След края на състезателната си кариера работи дълги години като футболен ръководител.

## Кариера

### На клубно ниво
Ларгов започва да тренира футбол в школата на Червено знаме (София). Впоследствие преминава в Септември (София), където играе два сезона.
В началото на 1956 г. е привлечен в Славия (София) по настояване на тогавашния старши треньор Анастас Ковачев. От сезон 1957 се утвърждава като основен футболист в състава. Играе за „белите“ близо 12 години, в които записва общо 258 официални мача и бележи 20 гола – 220 мача с 19 гола в А група, 30 мача с 1 гол за купата и 8 мача в евротурнирите.
Със Славия печели три пъти националната купа през 1962/63, 1963/64 и 1965/66. Вицешампион в А група през 1958/59 и 1966/67, както и бронзов медалист през 1963/64, 1964/65 и 1965/66. През сезон 1966/67 с отбора достига до полуфинал в европейския турнир КНК. „Заслужил майстор на спорта“ от 1965 г.

### Национален отбор
Ларгов дебютира за националния отбор на 13 май 1959 г. в контрола срещу Нидерландия. За две години натрупва 17 мача за България, след което обаче селекционерите на селекцията спират да разчитат на него.
Пет години по-късно България завършва с равен брой точки с Белгия в своята квалификационна група за световното първенство, която включва още и тима на Израел. У дома „лъвовете“ печелят срещу белгийците с 3:0, но като гост губят катастрофално с 0:5. Стига се до бараж на неутрален терен. Заради тежкото поражение два месеца по-рано селекционерът Рудолф Витлачил решава да направи сериозни рокади в състава и привиква няколко ветерани. Един от тях е Ларгов. На 29 декември 1965 г. той извежда националния отбор като капитан на Стадио Комунале във Флоренция. България печели мача с 2:1 и се класира на Мондиала, а Ларгов впечатлява с духа и волята си на терена.
Общо той изиграва 20 мача за А националния отбор. Последното му участие е именно на Световното първенство в Англия, където играе при загубата с 1:3 от Унгария на 20 юли 1966 г.

### Извън терена
Ларгов завършва Софийския университет „Св. Климент Охридски“. Президент на БФС (1991 – 1993) и на Славия (1984 – 1989 г.). През 2013 г. е удостоен с орден „Стара планина“ II степен. Почива на 26 ноември 2020 г.

## Статистика по сезони
Включени са само мачовете от първенството.
| Сезон   | Отбор  | Първенство | Мачове | Голове |
| ------- | ------ | ---------- | ------ | ------ |
| 1956    | Славия | А група    | 3      | 0      |
| 1957    | Славия | А група    | 20     | 3      |
| 1958    | Славия | А група    | 11     | 0      |
| 1958/59 | Славия | А група    | 22     | 1      |
| 1959/60 | Славия | А група    | 22     | 2      |
| 1960/61 | Славия | А група    | 25     | 8      |
| 1961/62 | Славия | А група    | 24     | 1      |
| 1962/63 | Славия | А група    | 22     | 2      |
| 1963/64 | Славия | А група    | 22     | 0      |
| 1964/65 | Славия | А група    | 27     | 1      |
| 1965/66 | Славия | А група    | 13     | 0      |
| 1966/67 | Славия | А група    | 9      | 0      |

## Успехи
Славия (София)
- Национална купа –  Носител (3): 1962/63, 1963/64, 1965/66